# James Mwewa Spaita
James Mwewa Spaita (ur. 8 kwietnia 1934 w Bombwe's Village, zm. 4 listopada 2014 w Kasamie) – zambijski duchowny rzymskokatolicki, biskup Mansy i arcybiskup Kasamy.

## Biografia
W 1946 rozpoczął naukę w Niższym Seminarium Duchownym w Kasamie. Po jego ukończeniu w 1953 wstąpił do wyższego seminarium duchownego w Niasie (dzisiejsze Malawi). 9 września 1962 otrzymał święcenia prezbiteriatu i został kapłanem diecezji Mansa.
Początkowo pracował w parafii oraz jako nauczyciel. Następnie odbył studia na University College Dublin w Irlandii. W 1966 stanął na czele Wydziału Edukacji Kurii Diecezjalnej Mansy, które to stanowisko piastował do wyboru na biskupa.
28 lutego 1974 papież Paweł VI mianował go biskupem Mansy. 28 kwietnia 1974 przyjął sakrę biskupią z rąk arcybiskupa Kasamy Eliasa White'a Mutale. Współkonsekratorami byli pronuncjusz apostolski w Zambii abp Luciano Angeloni oraz emerytowany biskup Mansy René-Georges Pailloux MAfr.
W latach 1984–1988 był przewodniczącym Konferencji Episkopatu Zambii.
3 grudnia 1990 papież Jan Paweł II mianował go arcybiskupem Kasamy. 30 kwietnia 2009 abp Spaita przeszedł na emeryturę. Zmarł 4 listopada 2014 w szpitalu w Kasamie.